# Ommatius schlegelii
Ommatius schlegelii là một loài ruồi trong họ Asilidae. Ommatius schlegelii được Wulp miêu tả năm 1884. Loài này phân bố ở miền Australasia.